# 金英
金英（学名：Thryallis gracilis）为金虎尾科金英属下的一个种。其种加词来源于拉丁文“gracilis”，意为“细长的”。